# Kapsan
Kapsan (kor. 갑산군, Kapsan-gun) – powiat w Korei Północnej, w prowincji Ryanggang. W 2008 roku liczył 70 611 mieszkańców. Graniczy z powiatami: Paek’am od wschodu, Samsu od zachodu, Tanch’ŏn, Hŏch’ŏn (prowincja Hamgyŏng Południowy) i P’ungsŏ od południa, a także z powiatem Unhŭng i miastem Hyesan od północy. 85% terytorium powiatu stanowią lasy.

## Historia
Przed wyzwoleniem Korei spod okupacji japońskiej powiat należał do prowincji Hamgyŏng Południowy i składał się z 5 miejscowości (kor. myŏn) oraz 131 wsi (kor. ri). W obecnej formie powstał w wyniku gruntownej reformy podziału administracyjnego w grudniu 1952 roku. W jego skład weszły wówczas tereny należące wcześniej do miejscowości Kapsan, Hoerin, Tong’in, Jindong i Sannam (8 wsi). Powiat składał się wówczas z miasteczka (Kapsan-ŭp) i 29 wsi. Do prowincji Ryanggang włączony w październiku 1954 roku.

## Gospodarka
Najważniejszą gałąź lokalnej gospodarki stanowi rolnictwo. Dominują uprawy ryżu, ziemniaków i chmielu (zwłaszcza w dzielnicy im. 1 maja, kor. 오일로동자구, Oil-rodongjagu), w powiecie jest produkowany także miód.

## Podział administracyjny powiatu
W skład powiatu wchodzą następujące jednostki administracyjne:
| Nazwa jednostki administracyjnej | Rodzaj jednostki administracyjnej | Chosŏn’gŭl     | Hancha         |
| -------------------------------- | --------------------------------- | -------------- | -------------- |
| Kapsan-ŭp                        | miasteczko                        | 갑산읍         | 甲山邑         |
| Tongjŏm-rodongjagu               | dzielnica robotnicza              | 동점로동자구   | 銅店勞動者區   |
| Sam’il-rodongjagu                | dzielnica robotnicza              | 삼일로동자구   | 三一勞動者區   |
| Mullakp’yŏng-rodongjagu          | dzielnica robotnicza              | 문락평로동자구 | 門落坪勞動者區 |
| Oil-rodongjagu                   | dzielnica robotnicza              | 오일로동자구   | 五一勞動者區   |
| Sajang-ri                        | wieś                              | 사장리         | 士庄里         |
| Ch’angdong-ri                    | wieś                              | 창동리         | 倉洞里         |
| Yanghŭng-ri                      | wieś                              | 양흥리         | 陽興里         |
| P’yŏnghwa-ri                     | wieś                              | 평화리         | 平和里         |
| Ch’up’ung-ri                     | wieś                              | 추풍리         | 秋豊里         |
| Namp’yŏng-ri                     | wieś                              | 남평리         | 南坪里         |
| Rimdong-ri                       | wieś                              | 림동리         | 林洞里         |
| Sambong-ri                       | wieś                              | 삼봉리         | 三峰里         |
| Sap’yŏng-ri                      | wieś                              | 사평리         | 沙坪里         |
| Sanghŭng-ri                      | wieś                              | 상흥리         | 尙興里         |
| Song’am-ri                       | wieś                              | 송암리         | 松岩里         |
| Taejung-ri                       | wieś                              | 대중리         | 大中里         |
| Hoerin-ri                        | wieś                              | 회린리         | 會麟里         |
| Jungch'ŏn-ri                     | wieś                              | 중천리         | 中泉里         |
| Ch'ŏnsŏng-ri                     | wieś                              | 천성리         | 泉盛里         |
| Joyang-ri                        | wieś                              | 조양리         | 朝陽里         |
| Sadong-ri                        | wieś                              | 사동리         | 四洞里         |
| Sinjŏng-ri                       | wieś                              | 신정리         | 新亭里         |
| Kŭmp’ung-ri                      | wieś                              | 금풍리         | 金豊里         |
| Ch’angsong-ri                    | wieś                              | 창송리         | 昌松里         |